# Erechim
Erechim là một đô thị thuộc bang Rio Grande do Sul, Brasil. Đô thị này có diện tích 430,764 km², dân số năm 2007 là 92944 người, mật độ 215,7 người/km².